# Équipe d'Uruguay de football à la Copa América 2004
L'équipe d'Uruguay de football à la Copa América 2004 participe à sa 39e Copa América lors de cette édition 2004 qui se tient au Pérou du 6 juillet au 25 juillet 2004.
L'Uruguay, dirigée par Jorge Fossati, termine à la troisième place de la compétition après une victoire deux buts à un face au Colombie. L'attaquant Carlos Bueno est le meilleur buteur de la « Céleste » avec trois buts inscrits.

## Résultats

### Phase de groupe
| Place | Équipe    | Pts | J | V | N | D | Buts + | Buts - | Diff. |
| 1er   | Mexique   | 7   | 3 | 2 | 1 | 0 | 5      | 3      | +2    |
| 2e    | Argentine | 6   | 3 | 2 | 0 | 1 | 10     | 4      | +6    |
| 3e    | Uruguay   | 4   | 3 | 1 | 1 | 1 | 6      | 7      | -1    |
| 4e    | Équateur  | 0   | 3 | 0 | 0 | 3 | 3      | 10     | -7    |

| 7 juillet 2004 | Mexique                | 2 – 2 | Uruguay                 | Estadio Elías Aguirre, Chiclayo |                              |
|                | Osorio 45e · Pardo 69e |       | Bueno 43e · Montero 88e | Arbitrage : Gilberto Hidalgo    | Arbitrage : Gilberto Hidalgo |

| 10 juillet 2004 | Uruguay                | 2 – 1 | Équateur  | Estadio Elías Aguirre, Chiclayo |                           |
|                 | Forlán 61e · Bueno 78e |       | Salas 73e | Arbitrage : Gustavo Brand       | Arbitrage : Gustavo Brand |

| 13 juillet 2004 | Argentine                                   | 4 – 2 | Uruguay                     | Estadio Miguel Grau, Piura |                          |
|                 | González 19e · Figueroa 20e 89e · Ayala 80e |       | Estoyanoff 7e · Sánchez 38e | Arbitrage : Rubén Selman   | Arbitrage : Rubén Selman |

### Quart de finale

#### Uruguay - Paraguay
| 18 juillet 2004 | Uruguay                          | 3 – 1 | Paraguay    | Estadio Jorge Basadre, Tacna |                             |
|                 | Bueno 40e (pen.) · Silva 65e 88e |       | Gamarra 15e | Arbitrage : Héctor Baldassi  | Arbitrage : Héctor Baldassi |

### Demi finale

#### Uruguay - Brésil
| 21 juillet 2004                 | Uruguay           | 1 – 1 a.p.                                 | Brésil      | Estadio Nacional, Lima      |                             |
|                                 | Sosa 22e          |                                            | Adriano 46e | Arbitrage : Marco Rodríguez | Arbitrage : Marco Rodríguez |
| Silva · Viera · Pouso · Sánchez | Tirs au but 3 – 5 | Luisão · Fabiano · Adriano · Renato · Alex |             | Arbitrage : Marco Rodríguez | Arbitrage : Marco Rodríguez |

### Match pour la troisième place

#### Uruguay - Colombie
| 24 juillet 2004 | Uruguay                     | 2 – 1 | Colombie    | Estadio Garcilaso, Cuzco |                         |
|                 | Estoyanoff 2e · Sánchez 80e |       | Herrera 70e | Arbitrage : René Ortube  | Arbitrage : René Ortube |

## Effectif
Une première liste de 23 joueurs constituant l'équipe d'Uruguay
Sélectionneur :  Jorge Fossati
| No. | Pos.      | Joueur                     | Date de naissance et âge | Sélec. | Club                 |
| --- | --------- | -------------------------- | ------------------------ | ------ | -------------------- |
| 1   | Gardien   | Sebastián Viera*           | 3 juillet 1983           |        | Nacional de Football |
| 2   | Défenseur | Joe Bizera                 | 17 mai 1980              |        | Peñarol              |
| 3   | Défenseur | Darío Rodríguez            | 17 septembre 1974        |        | Schalke              |
| 4   | Défenseur | Paolo Montero              | 3 septembre 1971         |        | Juventus             |
| 5   | Milieu    | Marcelo Sosa               | 6 février 1978           |        | Spartak Moscou       |
| 6   | Milieu    | Alejandro Lago             | 28 juin 1979             |        | Fénix                |
| 7   | Milieu    | Gustavo Varela             | 14 mai 1978              |        | Schalke              |
| 8   | Milieu    | Omar Pouso                 | 28 février 1980          |        | Danubio FC           |
| 9   | Attaquant | Darío Silva                | 2 septembre 1972         |        | Sevilla              |
| 10  | Milieu    | Juan Martín Parodi         | 22 septembre 1974        |        | Panionios            |
| 11  | Milieu    | Cristian Rodríguez         | 30 septembre 1985        |        | Peñarol              |
| 12  | Gardien   | Luis Barbat                | 17 juin 1968             |        | Danubio FC           |
| 13  | Milieu    | Fabián Estoyanoff          | 27 septembre 1982        |        | Fénix                |
| 14  | Défenseur | Guillermo Daniel Rodríguez | 21 mars 1984             |        | Danubio FC           |
| 15  | Milieu    | Diego Pérez                | 18 mai 1980              |        | Peñarol              |
| 16  | Milieu    | Javier Delgado             | 8 juillet 1975           |        | Saturn Ramenskoïe    |
| 17  | Défenseur | Carlos Diogo               | 18 juillet 1983          |        | Peñarol              |
| 18  | Attaquant | Richard Morales            | 21 février 1975          |        | Osasuna              |
| 19  | Milieu    | Jorge Andrés Martínez      | 5 avril 1983             |        | Montevideo Wanderers |
| 20  | Attaquant | Carlos Bueno               | 10 mai 1980              |        | Peñarol              |
| 21  | Attaquant | Diego Forlán               | 19 mai 1979              |        | Manchester United    |
| 22  | Attaquant | Vicente Sánchez            | 7 décembre 1979          |        | Toluca               |

- * Replacer Fabián Carini à cause d'une blessure.

## Navigation